# Quercus joorii
Quercus joorii är en bokväxtart som beskrevs av William Trelease. Quercus joorii ingår i släktet ekar, och familjen bokväxter.
Artens utbredningsområde är Texas. Inga underarter finns listade.